# Nemotelus abdominalis
Nemotelus abdominalis är en tvåvingeart som beskrevs av Adams 1903. Nemotelus abdominalis ingår i släktet Nemotelus och familjen vapenflugor. Inga underarter finns listade i Catalogue of Life.